# والنتین میخائیلوف
والنتین میخائیلوف (انگلیسی: Valentin Mikhaylov؛ زادهٔ ۵ دسامبر ۱۹۲۹) دوچرخه‌سوار اهل اتحاد جماهیر شوروی سوسیالیستی است.